# Церковь Спаса Нерукотворного Образа (Лобня)
Церковь Спаса Нерукотворного Образа в Киове (Спасский храм) — приходской православный храм в городе Лобне Московской области. Входит в состав Химкинского благочиния Сергиево-Посадской епархии Русской православной церкви.

## История
В 1658 году Киово принадлежало боярину Богдану Матвеевичу Хитрово, который в 1667 году построил первую деревянную церковь «Во имя нерукотворенного Господа нашего Иисуса Христа да в приделе Святого Апостола Иоанна Богослова».
В 1763—1769 годах граф Иван Воронцов, владелец на тот момент села Киово, храмоздатель и храмоустроитель, на месте старой обветшавшей церкви построил каменный храм Спаса Нерукотворенного Образа: двухэтажная, с колокольней, в стиле барокко. Архитектором этой церкви был известный московский зодчий Карл Иванович Бланк. К бесстолпному помещению храма, во втором этаже завершенному массивным восьмериком, с востока примыкает прямоугольный алтарь, с запада — небольшая трапезная и трёхъярусная колокольня, увенчанная шпилем.
В 1900 году в Спасской церкви села Киово были построены лестница у колокольни и южный придел, а в южной стене церкви и в трапезной были выполнены большие арочные проемы. Храм пережил Октябрьскую революцию, но был закрыт во время гонений на церковь в 1930-х годах.
В 1950-х годах в храме расположилась красильная фабрика декоративного творчества. В 1978 году были произведены небольшие реставрационные работы. 23 ноября 1988 года в Лобне было зарегистрировано религиозное общество, создан новый приход, и церковь открылась. В этом же году протоиереем Николаем Зубаревым было проведено малое освящение храма, а в 1989 году настоятелем церкви Спаса Нерукотворного Образа был назначен иерей (позже протоиерей) Василий Борисович Присяжнюк. После окончательной реставрации храма, в 2005 году, он был освящен Высокопреосвященнейшим Григорием, архиепископом Можайским (состоялось великое освящение престола и всех приделов).
17 сентября 2015 года настоятелем храма был назначен протоиерей Михаил Анатольевич Трутнев.